# نایلا
شهر نایلا (به آلمانی: Naila) در ایالت بایرن در کشور آلمان واقع شده‌است.